# Раменье (Палехский район)
Ра́менье — деревня в Палехском районе Ивановской области. Входит в Раменское сельское поселение, являясь его административным центром. Администрация сельского поселения находится по адресу: д.Раменье д.24.

## Название
Связано со словом «раменье», обозначающим глухой темнохвойный (чаще всего еловый) лес.

## География
Находится в 6,5 км к северо-западу от Палеха, на окраине более крупной деревни Лужки. Недалеко отдеревни проходит трасса М7 (участок Иваново — Нижний Новгород).

## Население
| 1859 | 1905 | 2010 |
| ---- | ---- | ---- |
| 138  | ↘134 | ↘50  |

## Экономика
Основное предприятие — СПК «Лужки» (бывший колхоз).

## Связь
В деревне Раменье осуществляется эфирное вещание 5-и аналоговых каналов, 6-и радиоканалов. Кабельное вещание отсутствует. Максимальная скорость доступа в интернет 384 Кб/с, минимальная 9 Кб/с. Пункты коллективного доступа в интернет отсутствуют. Населенный пункт Раменье покрыт мобильными сетями «GSM» «CDMA» 5-и операторов связи. Фиксированная телефонная связь представлена 10-ю компаниями.